# Evan Dunfee
Evan Dunfee (Richmond, 28 settembre 1990) è un marciatore canadese.

## Palmarès
| Anno | Manifestazione      | Sede           | Evento          | Risultato | Prestazione | Note                                              |
| ---- | ------------------- | -------------- | --------------- | --------- | ----------- | ------------------------------------------------- |
| 2007 | Mondiali U18        | Ostrava        | Marcia 10000 m  | 23º       | 47'40"86    |                                                   |
| 2008 | Mondiali U20        | Bydgoszcz      | Marcia 10000 m  | 10º       | 42'56"82    |                                                   |
| 2010 | Commonwealth        | Nuova Delhi    | Marcia 20 km    | 6º        | 1h28'13"    |                                                   |
| 2011 | Universiadi         | Shenzhen       | Marcia 20 km    | 14º       | 1h29'13"    |                                                   |
| 2013 | Universiadi         | Kazan'         | Marcia 20 km    | 21º       | 1h31'07"    |                                                   |
| 2013 | Universiadi         | Kazan'         | A squadre       | Bronzo    | 4h20'35"    |                                                   |
| 2013 | Mondiali            | Mosca          | Marcia 50 km    | 36º       | 3h59'28"    | Miglior prestazione personale                     |
| 2015 | Giochi panamericani | Toronto        | Marcia 20 km    | Oro       | 1h23'06"    |                                                   |
| 2015 | Mondiali            | Pechino        | Marcia 20 km    | 12º       | 1h21'48"    | Miglior prestazione personale stagionale          |
| 2015 | Mondiali            | Pechino        | Marcia 50 km    | 12º       | 3h49'56"    | Miglior prestazione personale                     |
| 2016 | Giochi olimpici     | Rio de Janeiro | Marcia 20 km    | 10º       | 1h20'49"    |                                                   |
| 2016 | Giochi olimpici     | Rio de Janeiro | Marcia 50 km    | 4º        | 3h41'38"    | Record nazionale                                  |
| 2017 | Mondiali            | Londra         | Marcia 50 km    | 15º       | 3h47'36"    |                                                   |
| 2018 | Commonwealth        | Gold Coast     | Marcia 20 km    | 8º        | 1h23'26"    | Miglior prestazione personale stagionale          |
| 2018 | Campionati NACAC    | Toronto        | Marcia 20000 m  | Oro       | 1h25'39"    |                                                   |
| 2019 | Giochi panamericani | Lima           | Marcia 20 km    | 5º        | 1h22'27"    |                                                   |
| 2019 | Mondiali            | Doha           | Marcia 50 km    | Bronzo    | 4h05'02"    |                                                   |
| 2021 | Giochi olimpici     | Tokyo          | Marcia 50 km    | Bronzo    | 3h50'59"    | Miglior prestazione personale stagionale          |
| 2022 | Mondiali            | Eugene         | Marcia 35 km    | 6º        | 2h25'02"    | Record nord-centroamericano                       |
| 2022 | Commonwealth        | Birmingham     | Marcia 10000 m  | Oro       | 38'36"37    | Record dei Giochi · Miglior prestazione personale |
| 2022 | Campionati NACAC    | Freeport       | Marcia 20000 m  | Argento   | 1h27'17"91  |                                                   |
| 2023 | Mondiali            | Budapest       | Marcia 20 km    | 4º        | 1h18'03"    | Record nazionale                                  |
| 2023 | Mondiali            | Budapest       | Marcia 35 km    | 4º        | 2h25'28"    | Miglior prestazione personale stagionale          |
| 2023 | Giochi panamericani | Santiago       | Marcia 20 km    | 9º        | 1h22'14"    |                                                   |
| 2024 | Giochi olimpici     | Parigi         | Marcia 20 km    | 5º        | 1h19'16"    |                                                   |
| 2024 | Giochi olimpici     | Parigi         | Staffetta mista | 20ª       | 3h04'57"    |                                                   |

## Altre competizioni internazionali
2016
- 16º ai Mondiali a squadre di marcia ( Roma), marcia 20 km - 1h21'26"[1]
- Argento ai Mondiali a squadre di marcia ( Roma), a squadre - 28 p.[2]